# Суя (озеро)
Су́я (бел. Су́я) — озеро в Полоцком районе Витебской области Белоруссии, в бассейне Туровлянки, у деревень Плуссы и Далецкие.
Площадь 1,54 км². Длина 2,75 км, максимальная ширина 0,82 км, максимальная глубина 3,6 м, средняя 2,1 м. Длина береговой линии 8,1 км. Водосбор 787 км². Объём воды — 0,00328 км³. Высота над уровнем моря — 123,1 м.
Гидроним Суя происходит от угро-финского суо — «болото».
Склоны котловины высотой 5—8 м, на юго-востоке и местами на юге до 14 м, поросли лесом, на севере распаханы. Берега низкие, песчаные, на западе заболочены, на севере участками сплавинные (ширина сплавины 5—10 м). Пойма заболочена, закустарена. Дно выстлано сапропелем, в прибрежной зоне песчаное. Зарастает около 40 % площади озера до глубины 2 м. Соединено протоками с озёрами Гомель и Туровля. Входит в зону отдыха Озёрная. Археологические памятники: на южном берегу озера в д. Долецкие — поселение человека каменного века, на западном берегу в д. Плусы — селище 11—13 веков.
Водятся лещ, щука, окунь, плотва, краснопёрка, линь, карась, раки.